# My Favorite Scar
My Favorite Scar (англ. Мой любимый шрам) — нидерландская рок-группа, образованная в 2008 году.

## История
Когда Эван, Пэт и Джей играли в Feeler, они встретили продюсера Оскара Холлемана, работавшего с Within Temptation, Krezip, Gorefest, After Forever. Он заинтересовался группой и предложил им организовать новый проект — My Favorite Scar, названный в честь песни, написанной Эваном и Джеем. Через месяц к группе присоединился Даан (экс-Kingfisher Sky), а через год — Стефан ван Хестрегт (экс — Within Temptation).
My Favorite Scar выступали с такими группами, как Kiss, Megadeth, Disturbed и Epica. В 2009 году группа выступила на фестивале Global East на Украине.
6 августа 2010 MFS презентовали дебютный альбом «My Favorite Scar», который получил великолепные отзывы в отечественных и международных журналах. Сингл «Kingsize» попал в ротацию радио, а затем и на MTV. Дебютный альбом занял в голландских чартах 29-ю позицию в первую неделю эфира. Новый сингл «This Poison Love», который был написан совместно с Беном Муди (экс-Evanescence и We Are The Fallen), вышел 22 октября 2010.
До релиза альбома группа выпустила первый мини-альбом с песнями «Waste», «Burn Down» и «No Love Lost». Альбом получил положительный отзыв в прессе, стал альбомом месяца в журнале Aardschok. В записи песен также участвовали Рейчел Крамер, Коллет Скрипорст (Good End Things) и Жан-Крис де Куэер (Gorefest).
После выступления на нескольких фестивалях, в сентябре 2010 года My Favorite Scar отправились в турне. Помимо клубных выступлений, этот тур включил в себя выступления с Alter Bridge в Антверпене, Берлине и Амстердаме.
31 августа 2012 группа стала хедлайнером первого дня украинского международного рок-фестиваля Крок у майбутнє.
My Favorite Scar начали записывать свой второй альбом, релиз которого запланирован на весну 2013 года.
В декабре 2012 года Стефан ван Хастрегт и покинул группу.

## Состав группы
- Джей — вокал
- Эван — гитара
- Дэн — гитара
- Пэт — бас-гитара
- Roel van Helden — ударные

Бывшие участники
- Стефен ван Хастрегт — ударные (2008—2012)

## Дискография
Студийные альбомы
| Альбом           | Выпущен        | Высший рейтинг топ 100 | Лейбл           | Статус |
| ---------------- | -------------- | ---------------------- | --------------- | ------ |
| My Favorite Scar | 6 Августа 2010 | № 29                   | Universal Music |        |

EP
- «The Waste EP»